# Virginia Sorensen
Pour les articles homonymes, voir Sørensen.
Virginia Louise Sorensen, née Eggertsen le 17 février 1912 et morte le 24 décembre 1991, également connue sous le nom de Virginia Sorenson, est une écrivaine régionaliste américaine. Son rôle dans l'Utah et la littérature mormone la place dans la « génération perdue » des écrivains mormons. Elle reçoit la médaille Newbery en 1957 pour son roman pour enfants, Miracles on Maple Hill,.

## Biographie
Virginia Sorensen est née le 17 février 1912 de Helen ElDiva Blackett et Claud E. Eggertsen à Provo, dans l'Utah, mais a grandi à Manti et à American Fork (Utah). Ses parents descendent de pionniers mormons ; sa mère s'est identifiée comme une scientiste chrétienne, tandis que Sorensen a décrit son père comme un Jack Mormon (en). Pour cette raison, ses écrits oscillent entre les mormons et la vie traditionnelle de l'ouest américain. Pour ces raisons, elle raconte sur ses frères et sœurs et elle-même : « Nous nous sommes tous sentis obligés d'être particulièrement bons et brillants parce que nos parents n'étaient pas des membres actifs de l'église ». Dès son plus jeune âge, elle écrit de la poésie et raconte des histoires à ses amis et à sa famille.
Elle étudie à l'université Brigham-Young, où elle rencontre son premier mari, Frederick C. Sorensen, qui enseigne l'anglais dans un lycée local. Elle est diplômée de BYU avec un bachelor en journalisme. Le couple déménage plusieurs fois au cours de leurs 25 années de mariage en raison du travail de son mari. Alors qu'elle vit à Terre Haute, dans l'Indiana, où Frederick est professeur à l'actuelle université d'État de l'Indiana, Sorensen publie son premier roman, A Little Lower Than the Angels. Son éditeur, Alfred Knopf, écrit dans la couverture du livre : « J'ai rarement présenté un nouveau romancier avec la confiance que j'ai en l'auteur de ce livre remarquable. Il marque les débuts, je crois, d'un grand écrivain américain ». Le roman aborde l'histoire de la polygamie mormone avec un réalisme qui a été mal accueilli dans l'Utah, malgré le succès du roman ailleurs en Amérique. « Elle cherchait à lui plaire... les contemporains mormons, mais a été surprise de trouver ses efforts entachés de suspicion », a écrit sa biographe, Mary L. Bradford.
Sorensen écrit plusieurs livres sur le thème des mormons,. Malgré cela, elle a dit d'elle-même : « En tant qu'écrivain et en tant que personne, je peux honnêtement dire que je ne m'intéresse pas particulièrement aux mormons ». En tant qu'auteur régionaliste, elle s'est principalement inspirée des lieux où elle vivait et a souvent basé ses personnages directement sur des personnes qu'elle connaissait ou avait rencontrées,. Son premier livre pour enfants, Curious Missy, est né de ses efforts pour aider son comté d'Alabama à obtenir un bibliobus, et son Miracles on Maple Hill, lauréat de la médaille Newbery en 1957, est basé dans la région d'Érié, en Pennsylvanie, où elle vivait à ce moment. Son recueil de nouvelles, Where Nothing is Long Ago, est décrit par Eugene England (en) comme « essentiellement un recueil d'essais personnels plutôt que de nouvelles », mais Sorenson a réaffirmé que le recueil est fictif. De 1966 à 1967, Sorensen est écrivaine en résidence à l'Université de Central Oklahoma (alors appelée Central State College), où elle rencontre Alex Waugh.

## Vie privée
Sorensen a eu deux enfants avec son premier mari : Frederick Sorensen Jr. et Elizabeth Hepburn. En 1958, elle divorce de Frederick et en 1969, elle épouse l'auteur Alec Waugh au Rocher de Gibraltar. Elle s'est ensuite convertie à l'anglicanisme à la demande de Waugh. Sorensen et Waugh vivent principalement au Maroc mais retournent aux États-Unis lorsque la santé d'Alec commence à décliner en 1980. Après la mort de son second mari, elle déménage en Caroline du Nord, où elle meurt le 24 décembre 1991 à l'âge de 79 ans. Ses cendres sont enterrées au cimetière de Provo, à côté de sa mère et de sa sœur.

## Récompenses et distinctions
Sorensen reçoit deux bourses Guggenheim, une en 1946 pour étudier une tribu d'Amérindiens mexicains pour son roman The Proper Gods, et une en 1954 pour étudier au Danemark l'histoire des colons de la vallée de Sanpete. En 1957, elle reçoit la médaille Newbery pour Miracles on Maple Hill.
En 1991, elle reçoit le titre de membre honoraire à vie de l'Association for Mormon Letters (en) (Association des lettres mormones).

## Œuvres

### Pour adultes
- (en) A Little Lower Than the Angels, Knopf, 1942
- (en) On this Star, Reynal & Hitchcock, 1946
- (en) The Neighbors, Reynal & Hitchcock, 1947
- (en) The Evening and The Morning, Harcourt, Brace and Co., 1949
- (en) The Proper Gods, Harcourt, Brace and Co., 1952
- (en) Many Heavens, Harcourt & Brace, 1954
- (en) Kingdom Come, Harcourt & Brace, 1960
- (en) Where Nothing is Long Ago, Harcourt & Brace, 1963
- (en) The Man with the Key, Harcourt Brace & Co, 1974

### Pour enfants
- (en) Curious Missie, Harcourt Brace, 1953
- (en) The House Next Door: Utah 1896, Scribners, 1954
- (en) Plain Girl, Harcourt Brace, 1955
- (en) Miracles on Maple Hill, Harcourt Brace, 1957
- (en) Lotte's Locket, Harcourt Brace, 1964
- (en) Around the Corner, Harcourt Brace, 1973
- (en) Friends of the Road, Atheneum, 1978

## Adaptation
Son roman On This Star est adapté en téléfilm en 1996 : La fin d'un rêve (A Loss of Innocence). Réalisé par Graeme Clifford, on trouve Rob Estes et Jennie Garth dans les rôles principaux,.